# Бен Ломонд (Арканзас)
Бен Ломонд (енгл. Ben Lomond) град је у америчкој савезној држави Арканзас.

## Демографија
По попису из 2010. године број становника је 145, што је 19 (15,1%) становника више него 2000. године.
| Група             | 2000.       | 2010.       |
| Белци             | 115 (91,3%) | 131 (90,3%) |
| Афроамериканци    | 2 (1,6%)    | 0 (0,0%)    |
| Азијати           | 0 (0,0%)    | 0 (0,0%)    |
| Хиспаноамериканци | 1 (0,8%)    | 7 (4,8%)    |
| Укупно            | 126         | 145         |